# 宋恩来
宋恩来（1949年—），辽宁盖州人，汉族，中华人民共和国政治人物、第十一届全国人民代表大会广东地区代表。
毕业于华南师范大学财会专业，是中共党员。担任中国海洋石油南海西部公司总经理。2008年起担任全国人大代表。